# María Marván Laborde
María Marván Laborde es una politóloga y socióloga mexicana, electa el 15 de diciembre de 2011 consejera del Instituto Federal Electoral, tras haber sido comisionada del Instituto Federal de Acceso a la Información y Protección de Datos desde 2002.
Marván Laborde es licenciada en sociología por la Facultad de Ciencias Políticas y Sociales de la Universidad Nacional Autónoma de México, con estudios de maestría por la misma facultad, completo sus estudios de maestría en la The New School for Social Research en Nueva York y obtuvo su doctorado por la misma institución.
En su carrera académica ha sido asistente de investigación de Arnaldo Córdova y de Pablo González Casanova en el Instituto de Investigaciones Sociales de la UNAM y en The New School for Social Research, profesora e investigadora de la Universidad de Guadalajara, de la Facultad de Ciencias Políticas y Sociales de la UNAM y del ITAM.
En el sector público fue secretaria técnica del grupo parlamentario del PAN en Jalisco de 1998 a 1999, consejera local del IFE en la misma entidad de 1999 a 2003, consejera social del Instituto Nacional de las Mujeres de 2001 a 2002 y consejera de transparencia en Jalisco de la SEMARNAT de 2001 a 2002, fue después designada comisionada del  Instituto Federal de Acceso a la Información y Protección de Datos.
Autora de diversas publicaciones y colaboradora de diversas publicaciones, es miembro del sistema nacional de investigadores del Conacyt con licencia.